# Drymobatoides benoiti
Drymobatoides benoiti är en kvalsterart som först beskrevs av Sandór Mahunka 1984.  Drymobatoides benoiti ingår i släktet Drymobatoides och familjen Drymobatidae. Inga underarter finns listade i Catalogue of Life.